# Гембиці (Кросненський повіт)
Гембіце (пол. Gębice) — село в Польщі, у гміні Губін Кросненського повіту Любуського воєводства. 
Населення — 123 особи (2011).
У 1975-1998 роках село належало до Зеленогурського воєводства.

## Демографія
Демографічна структура станом на 31 березня 2011 року:
|          | Загалом | Допрацездатний вік | Працездатний вік | Постпрацездатний вік |
| -------- | ------- | ------------------ | ---------------- | -------------------- |
| Чоловіки | 57      | 12                 | 40               | 5                    |
| Жінки    | 66      | 17                 | 37               | 12                   |
| Разом    | 123     | 29                 | 77               | 17                   |